# SN 2011G
SN 2011G – supernowa typu II odkryta 8 stycznia 2011 roku w galaktyce UGC 7144. W momencie odkrycia miała maksymalną jasność 19,30m.